# Brenda Lee/Diskografie
Die Diskografie der US-amerikanischen Pop- und Countrysängerin Brenda Lee umfasst in der Hauptsache Vinyl-Singles, die zwischen 1956 und 1991 in den USA veröffentlicht wurden. Ihre Popularität spiegelt sich aber auch in zahlreichen Langspielplatten wider, von denen hier nur die erfolgreichsten aus der US-Produktion aufgelistet werden können. Neben dem US-Markt wurden auch zahlreiche Singles in Großbritannien verlegt, von denen auch hier nur die erfolgreichen genannt werden. Brenda Lees Bekanntheit reichte auch bis in die Bundesrepublik, in der sie neben ihren Hits auch einige deutschsprachige Titel veröffentlichte.

## Vereinigte Staaten

### Vinyl-Singles

Brenda Lees erste US-Single

Brenda Lee auf Brunswick in UK

Auf Polydor in Deutschland

| A- / B-Seite                                                           | Katalog-Nr.  | Veröffentlichung   |
|                                                                        | Decca        |                    |
| Jambalaya / Bigelow 6-200                                              | 30050        | 17. September 1956 |
| Christy Christmas / I’m Gonna Lasso Santa Claus                        | 30107        | 29. Oktober 1956   |
| One Step at a Time / Fairyland                                         | 30198        | 28. Januar 1957    |
| Dynamite / Love You ’Till I Die                                        | 30333        | 27. Mai 1957       |
| Ain’t That Love / One Teenager to Another                              | 30411        | 19. August 1957    |
| Rock-A-Bye Baby Blues / Rock the Bop                                   | 30535        | 30. Dezember 1957  |
| Ring-A My Phone / Little Jonah                                         | 30673        | 23. Juni 1958      |
| Rockin’ Around the Christmas Tree / Papa Noel                          | 30776        | 25. November 1958  |
| Bill Bailey, Won’t You Please Come Home / Hummin’ the Blues Over You   | 30806        | 5. Januar 1959     |
| Let’s Jump the Broomstick / Some of These Days                         | 30885        | 27. April 1959     |
| Sweet Nothin’s / Weep No More My Baby                                  | 30967        | 28. September 1959 |
| I’m Sorry / That’s All You Gotta Do                                    | 31093        | 30. Mai 1960       |
| I Want to Be Wanted / Just a Little                                    | 31149        | 19. September 1960 |
| Emotions / I’m Learning About Love                                     | 31195        | 2. Januar 1961     |
| It’s Never Too Late / You Can Depend On Me                             | 31231        | 3. April 1961      |
| Dum Dum / Eventually                                                   | 31272        | 26. Juni 1961      |
| Fool #1 / Anybody But Me                                               | 31309        | 25. September 1961 |
| Break It to Me Gently / So Deep                                        | 31348        | 8. Januar 1962     |
| Here Comes That Feeling / Everybody Loves Me But You                   | 31379        | 16. April 1962     |
| It Started All Over Again / Heart In Hand                              | 31407        | 2. Juli 1962       |
| All Alone Am I / Save All Your Lovin’ for Me                           | 31424        | 24. September 1962 |
| Your Used to Be / She’ll Never Know                                    | 31454        | 28. Januar 1963    |
| Losing You / He’s So Heavenly                                          | 31478        | 8. April 1963      |
| I Wonder / My Whole World Is Falling Down                              | 31510        | 8. Juli 1963       |
| The Grass Is Greener / Sweet Impossible You                            | 31539        | 23. September 1963 |
| As Usual / Lonely Lonely Lonely Me                                     | 31570        | 9. Dezember 1963   |
| The Waiting Game / Think                                               | 31599        | 9. März 1964       |
| Alone With You / My Dreams                                             | 31628        | 1. Juni 1964       |
| When You Loved Me / He’s Sure to Remember Me                           | 31654        | 10. August 1964    |
| Winter Wonderland / Jingle Bell Rock                                   | 31687        | 19. Oktober 1964   |
| This Time of the Year / Christmas Will Be Just Another Lonely Day      | 31688        | 19. Oktober 1964   |
| Is It True / Just Behind the Rainbow                                   | 31690        | 12. Oktober 1964   |
| Thanks a Lot / The Crying Game                                         | 31728        | 11. Januar 1965    |
| Truly, Truly, True / I Still Miss Someone                              | 31762        | 29. März 1965      |
| Too Many Rivers / No One                                               | 31792        | 17. Mai 1965       |
| Rusty Bells / If You Don’t                                             | 31849        | 9. Oktober 1965    |
| Too Little Time / Time and Time Again                                  | 31917        | 7. März 1966       |
| Ain’t Gonna Cry No More / It Takes One to Know One                     | 31970        | 6. Juni 1966       |
| Coming On Strong / You Keep Coming Back to Me                          | 32018        | 16. September 1966 |
| Ride, Ride, Ride / Lonely People Do Foolish Things                     | 32079        | 9. Januar 1967     |
| Born to Be By Your Side / Take Me                                      | 32119        | 3. April 1967      |
| Where Love Is / My Heart Keeps Hangin’ On                              | 32161        | 10. Juli 1967      |
| Where’s the Melody / Save Me for a Rainy Day                           | 32213        | 23. Oktober 1967   |
| That’s All Right / Fantasy                                             | 32248        | 8. Januar 1968     |
| Cabaret / Mood Indigo (mit Pete Fountain)                              | 32299        | 18. März 1968      |
| Each Day Is a Rainbow / Kansas City                                    | 32330        | 3. Juni 1968       |
| Johnny One Time / I Must Have Been Out of My Mind                      | 32428        | 23. Dezember 1968  |
| Bring Me Sunshine / You Don’t Need Me Anymore                          | 32491        | 21. April 1969     |
| Let It Be Me / You Better Move On                                      | 32560        | 8. September 1969  |
| I Think I Love You Again / Hello Love                                  | 32675        | 13. April 1970     |
| Sisters in Sorrow / Do Right Woman, Do Right Man                       | 32734        | 31. August 1970    |
| If This Is Our Last Time / Everybody’s Reaching Out for Someone        | 32848        | 28. Juni 1971      |
| I’m a Memory / Misty Memories                                          | 32918        | 27. Dezember 1971  |
| Always On My Mind / That Ain’t Right                                   | 32975        | 12. Juni 1972      |
|                                                                        | MCA          |                    |
| I Can See Clearly Now / Sweet Memories                                 | 1491         | 1972               |
| Nobody Wins / We Had A Good Thing Going                                | 40003        | 22. Januar 1973    |
| Sunday Sunrise / Must I Believe                                        | 40107        | 23. Juli 1973      |
| Wrong Ideas / Something for a Rainy Day                                | 40171        | 24. Dezember 1973  |
| Big Four Poster Bed / Castles in the Sand                              | 40262        | 17. Juni 1974      |
| Rock On Baby / More Than a Memory                                      | 40318        | 7. Oktober 1974    |
| He’s My Rock / Feel Free                                               | 40385        | 24. März 1975      |
| Bringing It Back / Papa’s Knee                                         | 40442        | 21. Juli 1975      |
| Find Yourself Another Puppet / What I Had With You                     | 40511        | 19. Januar 1976    |
| Now He’s Coming Home / Brother Shelton                                 | 40584        | 14. Juni 1976      |
| Takin’ What I Can Get / Your Favorite Worn Out Nightmare’s Coming Home | 40640        | 18. Oktober 1976   |
| Oklahoma Superstar / Ruby’s Lounge                                     | 40683        | 21. Februar 1977   |
| Tell Me What It’s Like / Let Your Love Fall Back on Me                 | 41130        | Oktober 1979       |
| The Cowgirl and the Dandy / Do You Wanna Spend the Night               | 41187        | 16. Februar 1980   |
| You Only Broke My Heart / Don’t Promise Me Anything                    | 41270        | 12. Juli 1980      |
| Broken Trust / Right Behind the Rain                                   | 41322        | 20. September 1980 |
| Every Now and Then / He’ll Play the Music                              | 51047        | 31. Januar 1981    |
| Fool, Fool / What Am I Gonna Do                                        | 51113        | 6. Juni 1981       |
| Enough for You / What Am I Gonna Do                                    | 51154        | 15. August 1981    |
| Only When I Laugh / Too Many Nights Alone                              | 51195        | 24. Oktober 1981   |
| From Levi’s to Calvin Klein Jeans / I Know a Lot About Love            | 51230        | 30. Januar 1982    |
| Keeping Me Warm for You / There’s More to Me Than What You Can See     | 52060        | 19. Juni 1982      |
| Just for the Moment / Love Letters                                     | 52124        | 6. November 1982   |
| Didn’t We Do It / We’re So Close                                       | 52268        | 8. Oktober 1983    |
| A Sweeter Love / Woman’s Mind                                          | 52394        | 11. August 1984    |
| That Was the Way It Was Then / I’m Takin’ My Time                      | 52654        | 19. August 1985    |
| Why You Been Gone So Long / He Can’t Make Your Kind Of Love            | 52720        | 4. Dezember 1985   |
| Two Hearts / Loving Arms                                               | 52804        | 24. März 1986      |
|                                                                        | Capitol      |                    |
| Let’s Open Up Our Hearts / …                                           | 44741        | 1991               |
|                                                                        | Warner Bros. |                    |
| Some of These Days / A Little Unfair                                   | 1930         | 15. Mai 1991       |
| You Better Do Better / Your One and Only                               | 1939         | 10. April 1991     |

### Langspielplatten
| Titel                                           | Katalog-Nr.    | Veröffentlichung |
| Brenda Lee                                      | Decca 74039    | 1960             |
| This Is.....Brenda                              | Decaa 74082    | 1961             |
| All The Way                                     | Decca 74176    | 1961             |
| Emotions                                        | Decca 4104     | 1961             |
| Sincerely                                       | Decca 74216    | 1962             |
| Brenda, that’s all                              | Decca 74326    | 1962             |
| All Alone Am I                                  | Decca 74370    | 1963             |
| Let Me Sing                                     | Decca 74439    | 1964             |
| By Request                                      | Decca 74509    | 1964             |
| Merry Christmas from Brenda Lee                 | Decca 74583    | 1964             |
| Too Many Rivers                                 | Decca 74684    | 1965             |
| Bye Bye Blues                                   | Decca 74755    | 1966             |
| 10 Golden Years                                 | Decca 74757    | 1966             |
| Coming On Strong                                | Decca 74825    | 1967             |
| For The First Time                              | Decca 74955    | 1968             |
| Johnny One Time                                 | Decca 74111    | 1969             |
| Brenda                                          | MCA 305        | 1973             |
| New Sunrise                                     | MCA 373        | 1973             |
| The Brenda Lee Story - Her Greatest Hits        | MCA 2-4012     | 1973             |
| Sincerely, Brenda Lee                           | MCA 477        | 1975             |
| L.A. Sessions                                   | MCA 2233       | 1976             |
| Take Me Back                                    | MCA 5143       | 1980             |
| Kris, Willie, Dolly & Brenda – The Winning Hand | Monument 38390 | 1983             |

## Großbritannien (Singles*)
| A/B-Seite                                                     | Katalog-Nr. Brunswick | Veröffentlichung |
| Sweet Nothin’s / Weep No More My Baby                         | 05819                 | Januar 1960      |
| I’m Sorry / That’s All You Gotta Do                           | 05833                 | Juni 1960        |
| Let’s Jump the Broomstick / Rock-A-Bye Baby Blues             | 05823                 | Januar 1961      |
| Emotions / I’m Learning About Love                            | 05847                 | Februar 1961     |
| Dum Dum / Eventually                                          | 05854                 | Juli 1961        |
| Speak to Me Pretty / Lover, Come Back to Me                   | 05867                 | März 1962        |
| Here Comes that Feelin’ / Everybody Loves Me But You          | 05871                 | Juni 1962        |
| It Startet All Over Again / Heart In Hand                     | 05876                 | September 1962   |
| Rockin’ Around the Christmas Tree / Papa Noël                 | 05880                 | November 1962    |
| All Alone Am I / Save All Your Lovin’ for Me                  | 05882                 | Januar 1963      |
| Losing You / He’s So Heavenly                                 | 05886                 | März 1963        |
| I Wonder / My Whole World Is Falling Down                     | 05891                 | Juli 1963        |
| Sweet Impossible You / The Grass Is Greener                   | 05896                 | Oktober 1963     |
| As Usual / Lonely Lonely Lonely Me                            | 05899                 | Januar 1964      |
| Think / The Waiting Game                                      | 05903                 | März 1964        |
| Is It True / What’d I Say                                     | 05915                 | August 1964      |
| Christmas Will Be Just Another Lonely Day / Winter Wonderland | 05921                 | November 1964    |
| Too Many Rivers / No One                                      | 05936                 | Juli 1965        |

- nur mit NME-Bewertung

## Deutschland

### Vinyl-Singles*
| A/B-Seite                                     | Katalog-Nr.     | Veröffentlichung |
| Rockin’ Around the Christmas Tree             | Brunswick 12187 | November 1958    |
| Sweet Nothin’s / Baby Face                    | Brunswick 12194 | November 1959    |
| I’m Sorry / That’s All You Gotta Do           | Brunswick 12220 | Juli 1960        |
| Emotions / I’m Learning About Love            | Brunswick 12227 | März 1961        |
| Darling, bye bye / Geh’ nicht am Glück vorbei | Brunswick 12242 | März 1962        |
| Geh nicht am Glück vorbei / Wo und wann       | Polydor 52134   | März 1962        |
| In meinen Träumen / Was ist los mit dir       | Brunswick 12261 | April 1963       |
| As Usual / Kansas City                        | Brunswick 12274 | Februar 1964     |
| Wiedersehn ist wunderschön / Kansas City      | Polydor 52303   | April 1964       |
| Drei rote Rosen blühn / No My Boy             | Polydor 52382   | September 1964   |
| Ich will immer auf dich warten / Ohne dich    | Polydor 52396   | Oktober 1964     |

- englischsprachige Produktionen nur bei Musikmarktbewertung

### Compact Disc*
| Titel                             | Musiklabel    | Veröffentlichung |
| Little Miss Dynamite              | Bear Family   | 2000             |
| Sweet Nothings                    | Magic         | 2001             |
| Universal Masters Collection      | MCA           | 2003             |
| Hit Collection                    | Double Play   | 2004             |
| Greatest Country Songs            | Curb          | 2005             |
| Rock’N’Roll Legends               | MCA           | 2008             |
| Miss Dynamite / Emotions          | Hoodoo        | 2012             |
| Seven Classic Albums Plus         | RealGoneMusic | 2013             |
| The Very Best of Brenda Lee       | OneDay        | 2013             |
| Fools Rush In                     | Play 24-7     | 2013             |
| I’m Sorry: The Best of Brenda Lee | Ap-Music      | 2013             |
| Hit Albums And Singles Collection | Goldies       | 2013             |

- in Deutschland produziert oder vertrieben

## Chartplatzierungen

### Alben
| Jahr | Titel                                                                 | Höchstplatzierung, Gesamtwochen, AuszeichnungChartplatzierungen (Jahr, Titel, Platzierungen, Wochen, Auszeichnungen, Anmerkungen) | Höchstplatzierung, Gesamtwochen, AuszeichnungChartplatzierungen (Jahr, Titel, Platzierungen, Wochen, Auszeichnungen, Anmerkungen) | Höchstplatzierung, Gesamtwochen, AuszeichnungChartplatzierungen (Jahr, Titel, Platzierungen, Wochen, Auszeichnungen, Anmerkungen) | Anmerkungen |
| Jahr | Titel                                                                 | UK | US | Country | Anmerkungen |
| ---- | --------------------------------------------------------------------- | --- | --- | --- | ----------- |
| 1960 | Brenda Lee                                                            | — | US5 (57 Wo.)US | Country67 (1 Wo.)Country |             |
| 1960 | This Is.....Brenda                                                    | — | US4 (41 Wo.)US | — |             |
| 1961 | Emotions                                                              | — | US24 (33 Wo.)US | — |             |
| 1961 | All the Way                                                           | UK20 (2 Wo.)UK | US17 (39 Wo.)US | — |             |
| 1962 | Sincerely                                                             | — | US29 (23 Wo.)US | — |             |
| 1962 | Brenda, That’s All                                                    | UK13 (9 Wo.)UK | US20 (22 Wo.)US | — |             |
| 1963 | All Alone Am I                                                        | UK8 (20 Wo.)UK | US25 (31 Wo.)US | — |             |
| 1964 | Let Me Sing                                                           | — | US39 (13 Wo.)US | — |             |
| 1964 | By Request                                                            | — | US90 (11 Wo.)US | — |             |
| 1965 | Too Many Rivers                                                       | — | US36 (14 Wo.)US | — |             |
| 1966 | Bye Bye Blues                                                         | UK21 (2 Wo.)UK | US94 (13 Wo.)US | — |             |
| 1966 | 10 Golden Years                                                       | — | US70 (14 Wo.)US | — |             |
| 1967 | Coming On Strong                                                      | — | US94 (12 Wo.)US | — |             |
| 1968 | For the First Time                                                    | — | US187 (2 Wo.)US | — |             |
| 1969 | Johnny One Time                                                       | — | US98 (9 Wo.)US | — |             |
| 1973 | Brenda                                                                | — | — | Country7 (17 Wo.)Country |             |
| 1973 | New Sunrise                                                           | — | — | Country3 (25 Wo.)Country |             |
| 1973 | The Brenda Lee Story – Her Greatest Hits                              | — | — | Country6 (17 Wo.)Country |             |
| 1975 | Sincerely, Brenda Lee                                                 | — | — | Country23 (9 Wo.)Country |             |
| 1976 | L.A. Sessions                                                         | — | — | Country41 (5 Wo.)Country |             |
| 1980 | Little Miss Dynamite                                                  | UK15 Gold · (11 Wo.)UK | — | — |             |
| 1980 | Take Me Back                                                          | — | — | Country30 (10 Wo.)Country |             |
| 1983 | 25th Anniversary                                                      | UK65 (4 Wo.)UK | — | — |             |
| 1985 | The Very Best of Brenda Lee                                           | UK16 Gold · (9 Wo.)UK | — | — |             |
| 1994 | The Very Best of…with Love                                            | UK20 (8 Wo.)UK | — | — |             |
| 1995 | The Best of Brenda Lee: 20th Century Masters the Christmas Collection | UK— GoldUK | US59 (5 Wo.)US | Country6 (5 Wo.)Country |             |
| 2017 | Rockin’ Around the Christmas Tree: The Decca Christmas Recordings     | — | US15 (38 Wo.)US | Country19 (2 Wo.)Country |             |
| 2017 | Jingle Bell Rock                                                      | — | US176 (2 Wo.)US | Country27 (3 Wo.)Country |             |

grau schraffiert: keine Chartdaten aus diesem Jahr verfügbar

### Singles
| Jahr | Titel Album                                                       | Höchstplatzierung, Gesamtwochen/‑monate, AuszeichnungChartplatzierungen (Jahr, Titel, Album, Platzierungen, Wochen/Monate, Auszeichnungen, Anmerkungen) | Höchstplatzierung, Gesamtwochen/‑monate, AuszeichnungChartplatzierungen (Jahr, Titel, Album, Platzierungen, Wochen/Monate, Auszeichnungen, Anmerkungen) | Höchstplatzierung, Gesamtwochen/‑monate, AuszeichnungChartplatzierungen (Jahr, Titel, Album, Platzierungen, Wochen/Monate, Auszeichnungen, Anmerkungen) | Höchstplatzierung, Gesamtwochen/‑monate, AuszeichnungChartplatzierungen (Jahr, Titel, Album, Platzierungen, Wochen/Monate, Auszeichnungen, Anmerkungen) | Höchstplatzierung, Gesamtwochen/‑monate, AuszeichnungChartplatzierungen (Jahr, Titel, Album, Platzierungen, Wochen/Monate, Auszeichnungen, Anmerkungen) | Höchstplatzierung, Gesamtwochen/‑monate, AuszeichnungChartplatzierungen (Jahr, Titel, Album, Platzierungen, Wochen/Monate, Auszeichnungen, Anmerkungen) | Anmerkungen |
| Jahr | Titel Album                                                       | DE | AT | CH | UK | US | Country | Anmerkungen |
| ---- | ----------------------------------------------------------------- | --- | --- | --- | --- | --- | --- | --- |
| 1957 | One Step at a Time –                                              | — | — | — | — | US43 (11 Wo.)US | — | |
| 1957 | Dynamite –                                                        | — | — | — | — | US72 (7 Wo.)US | — | |
| 1958 | Rockin’ Around the Christmas Tree Merry Christmas from Brenda Lee | DE3 Platin · (38 Wo.)DE | AT3 (34 Wo.)AT | CH3 (39 Wo.)CH | UK4 ×4Vierfachplatin · (81 Wo.)UK | US1 ×7Siebenfachplatin · (66 Wo.)US | Country62 (2 Wo.)Country | erreichte 1960 Platz 14 in den USA und 1962 Platz 6 im UK, gehörte ab den 2000ern zu den jährlichen Chartrückkehrern, Details siehe Liedartikel |
| 1959 | Sweet Nothin’s –                                                  | DE34 (1 Mt.)DE | — | — | UK4 (19 Wo.)UK | US4 (24 Wo.)US | — | |
| 1959 | Let’s Jump the Broomstick –                                       | — | — | — | UK12 (15 Wo.)UK | — | — | |
| 1960 | I’m Sorry –                                                       | DE25 (5 Mt.)DE | — | — | UK12 (16 Wo.)UK | US1 (23 Wo.)US | — | |
| 1960 | That’s All You Gotta Do –                                         | — | — | — | — | US6 (14 Wo.)US | — | |
| 1960 | I Want to Be Wanted –                                             | — | — | — | UK31 (6 Wo.)UK | US1 (15 Wo.)US | — | |
| 1960 | Just a Little –                                                   | — | — | — | — | US40 (5 Wo.)US | — | |
| 1961 | Emotions –                                                        | DE47 (1 Mt.)DE | — | — | UK45 (1 Wo.)UK | US7 (12 Wo.)US | — | |
| 1961 | I’m Learning About Love –                                         | — | — | — | — | US33 (4 Wo.)US | — | |
| 1961 | You Can Depend on Me –                                            | — | — | — | — | US6 (12 Wo.)US | — | |
| 1961 | Dum Dum –                                                         | — | — | — | UK22 (8 Wo.)UK | US4 (12 Wo.)US | — | |
| 1961 | Eventually –                                                      | — | — | — | — | US56 (3 Wo.)US | — | |
| 1961 | Fool Number One –                                                 | — | — | — | UK38 (3 Wo.)UK | US3 (14 Wo.)US | — | |
| 1961 | Anybody But Me –                                                  | — | — | — | — | US31 (9 Wo.)US | — | |
| 1962 | Break It to Me Gently –                                           | — | — | — | UK46 (2 Wo.)UK | US4 (13 Wo.)US | — | |
| 1962 | So Deep –                                                         | — | — | — | — | US52 (4 Wo.)US | — | |
| 1962 | Speak to Me Pretty –                                              | — | — | — | UK3 (12 Wo.)UK | — | — | |
| 1962 | Everybody Loves Me But You –                                      | — | — | — | — | US6 (11 Wo.)US | — | |
| 1962 | Here Comes That Feeling –                                         | — | — | — | UK5 (12 Wo.)UK | US89 (3 Wo.)US | — | |
| 1962 | It Started All Over Again –                                       | — | — | — | UK15 (11 Wo.)UK | US29 (8 Wo.)US | — | |
| 1962 | Heart in Hand –                                                   | — | — | — | — | US15 (10 Wo.)US | — | |
| 1962 | Save All Your Lovin’ for Me –                                     | — | — | — | — | US53 (6 Wo.)US | — | |
| 1962 | All Alone Am I –                                                  | — | — | — | UK7 (17 Wo.)UK | US3 (15 Wo.)US | — | |
| 1963 | Your Used to Be –                                                 | — | — | — | — | US32 (7 Wo.)US | — | |
| 1963 | She’ll Never Know –                                               | — | — | — | — | US47 (6 Wo.)US | — | |
| 1963 | Losing You –                                                      | — | — | — | UK10 (16 Wo.)UK | US6 (13 Wo.)US | — | |
| 1963 | He’s So Heavenly –                                                | — | — | — | — | US73 (3 Wo.)US | — | |
| 1963 | My Whole World Is Falling Down –                                  | — | — | — | — | US24 (9 Wo.)US | — | |
| 1963 | I Wonder –                                                        | — | — | — | UK14 (9 Wo.)UK | US25 (8 Wo.)US | — | |
| 1963 | Sweet Impossible You –                                            | — | — | — | UK28 (6 Wo.)UK | US70 (5 Wo.)US | — | |
| 1963 | The Grass Is Greener –                                            | — | — | — | — | US17 (8 Wo.)US | — | |
| 1963 | As Usual –                                                        | — | — | — | UK5 (15 Wo.)UK | US12 (11 Wo.)US | — | |
| 1964 | Kansas City –                                                     | DE39 (1 Mt.)DE | — | — | — | — | — | |
| 1964 | Think –                                                           | — | — | — | UK26 (8 Wo.)UK | US25 (9 Wo.)US | — | |
| 1964 | Wiedersehn ist wunderschön –                                      | DE23 (5 Mt.)DE | — | — | — | — | — | |
| 1964 | My Dreams –                                                       | — | — | — | — | US85 (3 Wo.)US | — | |
| 1964 | Alone with You –                                                  | — | — | — | — | US48 (6 Wo.)US | — | |
| 1964 | When You Loved Me –                                               | — | — | — | — | US47 (7 Wo.)US | — | |
| 1964 | Is It True? –                                                     | — | — | — | UK17 (8 Wo.)UK | US17 (9 Wo.)US | — | |
| 1964 | Ich will immer auf dich warten –                                  | DE15 (3 Mt.)DE | — | — | — | — | — | |
| 1964 | Christmas Will Be Just Another Lonely Day –                       | — | — | — | UK25 (5 Wo.)UK | — | — | |
| 1965 | The Crying Game –                                                 | — | — | — | — | US87 (4 Wo.)US | — | |
| 1965 | Thanks a Lot –                                                    | — | — | — | UK41 (2 Wo.)UK | US45 (7 Wo.)US | — | |
| 1965 | Truly, Truly, True –                                              | — | — | — | — | US54 (6 Wo.)US | — | |
| 1965 | Too Many Rivers –                                                 | — | — | — | UK22 (12 Wo.)UK | US13 (13 Wo.)US | — | |
| 1965 | No One –                                                          | — | — | — | — | US98 (1 Wo.)US | — | |
| 1965 | Rusty Bells –                                                     | — | — | — | — | US33 (9 Wo.)US | — | |
| 1966 | Ain’t Gonna Cry No More –                                         | — | — | — | — | US77 (4 Wo.)US | — | |
| 1966 | Coming On Strong –                                                | — | — | — | — | US11 (13 Wo.)US | — | |
| 1967 | Ride, Ride, Ride –                                                | — | — | — | — | US37 (7 Wo.)US | — | |
| 1968 | Johnny One Time –                                                 | — | — | — | — | US41 (11 Wo.)US | Country50 (11 Wo.)Country | |
| 1969 | You Don’t Need Me for Anything Anymore –                          | — | — | — | — | US84 (3 Wo.)US | — | |
| 1970 | I Think I Love You Again –                                        | — | — | — | — | US97 (2 Wo.)US | — | |
| 1971 | If This Is Our Last Time –                                        | — | — | — | — | — | Country30 (13 Wo.)Country | |
| 1971 | Misty Memories –                                                  | — | — | — | — | — | Country37 (12 Wo.)Country | |
| 1972 | Always on My Mind –                                               | — | — | — | — | — | Country45 (10 Wo.)Country | |
| 1973 | Nobody Wins –                                                     | — | — | — | — | US70 (5 Wo.)US | Country5 (15 Wo.)Country | |
| 1973 | Sunday Sunrise –                                                  | — | — | — | — | — | Country6 (15 Wo.)Country | |
| 1973 | Wrong Ideas –                                                     | — | — | — | — | — | Country6 (15 Wo.)Country | |
| 1974 | Big Four Poster Bed –                                             | — | — | — | — | — | Country4 (14 Wo.)Country | |
| 1974 | Rock On Baby –                                                    | — | — | — | — | — | Country6 (14 Wo.)Country | |
| 1975 | He’s My Rock –                                                    | — | — | — | — | — | Country8 (13 Wo.)Country | |
| 1975 | Bringing It Back –                                                | — | — | — | — | — | Country23 (12 Wo.)Country | |
| 1976 | Find Yourself Another Puppet –                                    | — | — | — | — | — | Country38 (9 Wo.)Country | |
| 1976 | Brother Shelton –                                                 | — | — | — | — | — | Country77 (5 Wo.)Country | |
| 1976 | Takin’ What I Can Get –                                           | — | — | — | — | — | Country41 (9 Wo.)Country | |
| 1977 | Ruby’s Lounge –                                                   | — | — | — | — | — | Country78 (5 Wo.)Country | |
| 1978 | Leftover Love –                                                   | — | — | — | — | — | Country62 (6 Wo.)Country | |
| 1979 | Tell Me What It’s Like –                                          | — | — | — | — | — | Country8 (15 Wo.)Country | |
| 1980 | The Cowgirl and the Dandy –                                       | — | — | — | — | — | Country10 (12 Wo.)Country | |
| 1980 | Don’t Promise Me Anything –                                       | — | — | — | — | — | Country49 (7 Wo.)Country | |
| 1980 | Broken Trust –                                                    | — | — | — | — | — | Country9 (14 Wo.)Country | |
| 1981 | Every Now and Then –                                              | — | — | — | — | — | Country26 (10 Wo.)Country | |
| 1981 | Fool, Fool –                                                      | — | — | — | — | — | Country67 (5 Wo.)Country | |
| 1981 | Enough for You –                                                  | — | — | — | — | — | Country75 (5 Wo.)Country | |
| 1981 | Only When I Laugh –                                               | — | — | — | — | — | Country32 (13 Wo.)Country | |
| 1982 | From Levi’s to Calvin Klein Jeans –                               | — | — | — | — | — | Country33 (11 Wo.)Country | |
| 1982 | Keeping Me Warm for You –                                         | — | — | — | — | — | Country70 (6 Wo.)Country | |
| 1982 | Just for the Moment –                                             | — | — | — | — | — | Country78 (4 Wo.)Country | |
| 1983 | You’re Gonna Love Yourself (In the Morning) –                     | — | — | — | — | — | Country43 (9 Wo.)Country | mit Willie Nelson |
| 1983 | Didn’t We Do It –                                                 | — | — | — | — | — | Country75 (4 Wo.)Country | |
| 1984 | A Sweeter Love (I’ll Never Know) –                                | — | — | — | — | — | Country22 (16 Wo.)Country | |
| 1985 | I’m Takin’ My Time –                                              | — | — | — | — | — | Country54 (9 Wo.)Country | |
| 1985 | Why You Been Gone So Long –                                       | — | — | — | — | — | Country50 (12 Wo.)Country | |
| 1985 | Halleluja, I Love You So –                                        | — | — | — | — | — | Country15 (16 Wo.)Country | mit George Jones |

grau schraffiert: keine Chartdaten aus diesem Jahr verfügbar

## Statistik

### Chartauswertung
|                     | DE    | AT    | CH    | UK    | US     | Country          |
| ------------------- | ----- | ----- | ----- | ----- | ------ | ---------------- |
| Nummer-eins-Alben   | DE—DE | AT—AT | CH—CH | UK—UK | US—US  | Country—Country  |
| Top-10-Alben        | DE—DE | AT—AT | CH—CH | UK1UK | US2US  | Country4Country  |
| Alben in den Charts | DE—DE | AT—AT | CH—CH | UK8UK | US18US | Country10Country |

|                       | DE    | AT    | CH    | UK     | US     | Country          |
| --------------------- | ----- | ----- | ----- | ------ | ------ | ---------------- |
| Nummer-eins-Singles   | DE—DE | AT—AT | CH—CH | UK—UK  | US3US  | Country—Country  |
| Top-10-Singles        | DE—DE | AT1AT | CH1CH | UK7UK  | US13US | Country9Country  |
| Singles in den Charts | DE7DE | AT1AT | CH1CH | UK22UK | US50US | Country34Country |

### Auszeichnungen für Musikverkäufe
| Goldene Schallplatte - Neuseeland - 2024: für das Album The Definitive Collection Platin-Schallplatte - Dänemark - 2023: für die Single Rockin’ Around the Christmas Tree - Griechenland - 2023: für die Single Rockin’ Around the Christmas Tree - Italien - 2022: für die Single Rockin’ Around the Christmas Tree - Portugal - 2022: für die Single Rockin’ Around the Christmas Tree - Spanien - 2024: für die Single Rockin’ Around the Christmas Tree | 3× Platin-Schallplatte - Neuseeland - 2024: für die Single Rockin’ Around the Christmas Tree 8× Platin-Schallplatte - Kanada - 2023: für die Single Rockin’ Around the Christmas Tree |

Anmerkung: Auszeichnungen in Ländern aus den Charttabellen bzw. Chartboxen sind in ebendiesen zu finden.
| Land/RegionAuszeichnungen für Musikverkäufe (Land/Region, Auszeichnungen, Verkäufe, Quellen) | Gold     | Platin       | Verkäufe  | Quellen              |
| -------------------------------------------------------------------------------------------- | -------- | ------------ | --------- | -------------------- |
| Dänemark (IFPI)                                                                              | —        | Platin1      | 90.000    | ifpi.dk              |
| Deutschland (BVMI)                                                                           | —        | Platin1      | 600.000   | musikindustrie.de    |
| Griechenland (IFPI)                                                                          | —        | Platin1      | 20.000    | Einzelnachweise      |
| Italien (FIMI)                                                                               | —        | Platin1      | 100.000   | fimi.it              |
| Kanada (MC)                                                                                  | —        | 8× Platin8   | 640.000   | musiccanada.com      |
| Neuseeland (RMNZ)                                                                            | Gold1    | 3× Platin3   | 97.500    | radioscope.co.nz NZ2 |
| Portugal (AFP)                                                                               | —        | Platin1      | 10.000    | Einzelnachweise      |
| Spanien (Promusicae)                                                                         | —        | Platin1      | 60.000    | elportaldemusica.es  |
| Vereinigte Staaten (RIAA)                                                                    | —        | 7× Platin7   | 7.000.000 | riaa.com             |
| Vereinigtes Königreich (BPI)                                                                 | 3× Gold3 | 4× Platin4   | 2.700.000 | bpi.co.uk            |
| Insgesamt                                                                                    | 4× Gold4 | 28× Platin28 |           |                      |